# Kepi
Kepi je autonomni kulturni centar u Kepeniker ulici (Köpenickerstrasse) u Berlinu, koji je nastao kao skvot 1990. da bi kasnije bio legalizovan. U njemu živi i radi oko 50 ljudi, uključujući i decu koja tu žive od rođenja. 
Zgrada je zauzeta 23. februara 1990. u Kepeniker ulici 137, odmah pored istočne strane berlinskog zida. To je bio prvi skvot u Istočnom Berlinu od strane zapadnih Berlinaca. Ubrzo je to postala raširena praksa jer je stanovništvo prelazilo iz istočnog u zapadni deo i ostajalo je puno napuštenih prostora. Leta 1991. dolazi do sporazuma stanara i vlasnika, stambenog preduzeća. 
U prostoru se organizuju svirke, žurke solidarnosti, narodna kuhinja, besplatan bioskop, časovi jezika itd. Nikada nisu primili nikakav novac od fondacija ili od države i planiraju da nastave s tom politikom. 
2005. proslavljena je petnaestogodišnjica Kepija.